# Prinzip von Inklusion und Exklusion
Das Prinzip von Inklusion und Exklusion (auch Prinzip der Einschließung und Ausschließung oder Einschluss-Ausschluss-Verfahren) ist eine zur Bestimmung der Mächtigkeit einer Menge hilfreiche Technik. Sie findet vor allem in der Kombinatorik, der Zahlentheorie und der Stochastik Anwendung.
Das Prinzip drückt dazu die Kardinalität einer Ursprungsmenge {\displaystyle X} durch die Kardinalitäten ihrer Teilmengen aus. Diese sind in aller Regel einfacher zu bestimmen. Namensgebend ist dabei das Vorgehen, bei dem zunächst durch die Summe der Größen nicht notwendigerweise disjunkter Teilmengen die Größe von {\displaystyle X} von oben abgeschätzt wird (Inklusion), anschließend jedoch durch die Subtraktion der Größe des gemeinsamen Schnittes der Teilmengen dies wieder zu korrigieren versucht wird (Exklusion).

## Das Prinzip

Prinzip von Inklusion und Exklusion am Beispiel von drei Mengen

Es ist ein bekanntes Ergebnis, dass für je zwei endliche Mengen {\displaystyle A} und {\displaystyle B}
{\displaystyle |A\cup B|=|A|+|B|-|A\cap B|}
gilt. Hierbei kann man bereits das Prinzip von Inklusion und Exklusion erkennen. Durch {\displaystyle |A|+|B|} wird zunächst die Kardinalität von {\displaystyle |A\cup B|} von oben abgeschätzt. Diese zu hohe Zahl wird anschließend durch die Subtraktion von {\displaystyle |A\cap B|} korrigiert. Zweck dieser Korrektur ist es, diejenigen Elemente einmal wieder abzuziehen, die sowohl in {\displaystyle A} als auch in {\displaystyle B} enthalten sind und somit zunächst doppelt gezählt wurden.
Anhand der nebenstehenden Abbildung lässt sich erkennen, dass eine Verallgemeinerung auf drei endliche Mengen
{\displaystyle |A\cup B\cup C|=|A|+|B|+|C|-|A\cap B|-|A\cap C|-|B\cap C|+|A\cap B\cap C|}
ergibt.
Im Allgemeinen wollen wir die Kardinalität der Vereinigung von {\displaystyle n} endlichen Mengen
{\displaystyle X=A_{1}\cup A_{2}\cup \dotsb \cup A_{n}}
bestimmen. Als erste Näherung erhalten wir durch Inklusion die Summe der Kardinalitäten der {\displaystyle A_{i}}. Diese Summe kann jedoch zu groß sein, da wir Elemente aus dem Schnitt zweier Mengen {\displaystyle A_{i}\cap A_{j}} mehrfach zählen würden, es gilt also
{\displaystyle |X|\leq \sum _{1\leq i\leq n}|A_{i}|\;.}
Um dies zu korrigieren, können wir nun durch Exklusion die Summe der Kardinalitäten der Schnittmengen aller Mengenpaare wieder abziehen. Dann gilt
{\displaystyle |X|\geq \sum _{1\leq i\leq n}|A_{i}|~-\sum _{1\leq i<j\leq n}|A_{i}\cap A_{j}|\;.}
Denn Elemente des Schnittes dreier Mengen {\displaystyle A_{i}\cap A_{j}\cap A_{k}} würden – obwohl nur zweimal zu häufig bei der Inklusion mitgezählt – durch {\displaystyle |A_{i}\cap A_{j}|}, durch {\displaystyle |A_{i}\cap A_{k}|} und durch {\displaystyle |A_{j}\cap A_{k}|} dreimal wieder abgezogen. Dies nun durch Inklusion, also durch Addition der Summe der Größe aller Schnitte aus drei Mengen, zu korrigieren, ergibt
{\displaystyle |X|\leq \sum _{1\leq i\leq n}|A_{i}|~-\sum _{1\leq i<j\leq n}|A_{i}\cap A_{j}|~+\sum _{1\leq i<j<k\leq n}|A_{i}\cap A_{j}\cap A_{k}|\;.}
Darauf folgt durch Exklusion
{\displaystyle |X|\geq \sum _{1\leq i\leq n}|A_{i}|~-\sum _{1\leq i<j\leq n}|A_{i}\cap A_{j}|~+\sum _{1\leq i<j<k\leq n}|A_{i}\cap A_{j}\cap A_{k}|~-\sum _{1\leq i<j<k<l\leq n}|A_{i}\cap A_{j}\cap A_{k}\cap A_{l}|}
und so weiter, wobei beispielsweise {\displaystyle \sum _{1\leq i<j<k\leq n}} bedeutet, dass über alle geordneten Tripel {\displaystyle (i,j,k)} summiert wird, die den Ungleichungen {\displaystyle 1\leq i<j<k\leq n} genügen.

## Satz
Es lässt sich folgende allgemeine Aussage beweisen.
Gegeben sei eine endliche Menge {\displaystyle X}, die sich als Vereinigung von {\displaystyle n} Teilmengen {\displaystyle A_{1},A_{2},\dotsc ,A_{n}} schreiben lässt, d. h. {\displaystyle X=\bigcup _{i=1}^{n}A_{i}}. Es bezeichne im Folgenden zu einer Indexmenge {\displaystyle I\subseteq \{1,2,\dotsc ,n\}} die Menge {\displaystyle A_{I}} den Schnitt über alle durch die Elemente der Indexmenge bezeichneten Teilmengen, also:
{\displaystyle A_{I}:=\bigcap _{i\in I}A_{i}} mit dem Spezialfall {\displaystyle A_{\emptyset }=X}
Dann gilt:
{\displaystyle |X|=\sum _{\emptyset \not =I\subseteq \{1,\dotsc ,n\}}\left(-1\right)^{|I|+1}|A_{I}|}
oder gleichwertig auch
{\displaystyle \sum _{I\subseteq \{1,\dotsc ,n\}}\left(-1\right)^{|I|+1}|A_{I}|=0}
Mit anderen Worten: Betrachtet man alle möglichen Schnitte {\displaystyle A_{I}} (außer dem leeren Schnitt {\displaystyle A_{\emptyset }}), so ist die Kardinalität von {\displaystyle X} gleich der Summe der Kardinalität aller Schnitte einer ungeraden Anzahl an Teilmengen (Inklusion) minus der Summe der Kardinalität aller Schnitte einer geraden Anzahl an Teilmengen (Exklusion), formal:
{\displaystyle |X|=\sum _{{I\subseteq \{1,\dotsc ,n\},} \atop {|I|~{\text{ungerade}}}}|A_{I}|-\sum _{{\emptyset \not =I\subseteq \{1,\dotsc ,n\},} \atop {|I|~{\text{gerade}}}}|A_{I}|}

## Anwendung
Eine Anwendung des Prinzips liefert die Siebformel von Poincaré und Sylvester, auch Additionssatz für Wahrscheinlichkeiten genannt:
Für die Wahrscheinlichkeit von beliebigen Ereignissen {\displaystyle A_{i}} aus einem Wahrscheinlichkeitsraum {\displaystyle (\Omega ,\Sigma ,P)} gilt:
{\displaystyle P\left(\bigcup _{i=1}^{n}A_{i}\right)=\sum _{k=1}^{n}\left((-1)^{k+1}\!\!\sum _{I\subseteq \{1,\dotsc ,n\}, \atop |I|=k}\!\!\!\!P\left(\bigcap _{i\in I}A_{i}\right)\right)}
Wegen der Additivität von Maßen lässt sich der oben angegebene heuristische Beweis für das Prinzip von Inklusion und Exklusion, der mit Mitteln der elementaren Mengentheorie geführt wurde, direkt auf Wahrscheinlichkeiten übertragen.
Beispielsweise gilt für drei Ereignisse {\displaystyle A}, {\displaystyle B} und {\displaystyle C} stets
{\displaystyle {P(A\cup B\cup C)=P(A)+P(B)+P(C)-P(A\cap B)-P(A\cap C)-P(B\cap C)+P(A\cap B\cap C)}}.
Allgemein gilt diese Aussage auch schon für endliche Inhalte auf Ringen.

## Beispiel
Beim vorweihnachtlichen Brauch des Wichtelns beschenkt sich eine Gruppe gegenseitig. Jeder beschenkt genau eine Person und wird wiederum von genau einer Person beschenkt. Dabei wird per Los zufällig festgelegt, wer welches Geschenk erhält. Idealerweise sollte jeder das Geschenk eines anderen erhalten. Es kann jedoch passieren, dass jemand zufällig sein eigenes Geschenk bekommt. Für die betreffende Person wäre es mit der Überraschung vorbei. Doch wie wahrscheinlich ist dieser Fall bei einer Gruppe von {\displaystyle n} Personen?
Mathematisch ausgedrückt möchte man die Wahrscheinlichkeit des Ereignisses A := „Mindestens eine Person erhält ihr eigenes Geschenk“ ermitteln. Dies ist äquivalent dazu, dass mindestens eines der Ereignisse Ai := „Person i erhält ihr eigenes Geschenk“ für {\displaystyle i\in \{1,\dotsc ,n\}} zutrifft, wobei {\displaystyle n} die Anzahl Personen ist, die am Wichteln teilnimmt. Der rechte Term der Siebformel
{\displaystyle P\left(\bigcup _{i=1}^{n}A_{i}\right)=\sum _{k=1}^{n}\left((-1)^{k+1}\!\!\sum _{I\subseteq \{1,\dotsc ,n\}, \atop |I|=k}\!\!\!\!P\left(\bigcap _{i\in I}A_{i}\right)\right)}
kann vereinfacht werden zu
{\displaystyle {nP(A_{1})-{\binom {n}{2}}P(A_{1}\cap A_{2})+{\binom {n}{3}}P(A_{1}\cap A_{2}\cap A_{3})-{\binom {n}{4}}P(A_{1}\cap A_{2}\cap A_{3}\cap A_{4})}}
{\displaystyle {+{\binom {n}{5}}P(A_{1}\cap A_{2}\cap A_{3}\cap A_{4}\cap A_{5})-\dotsb +\dotsb +(-1)^{n+1}P(A_{1}\cap \dotsb \cap A_{n})}},
da in diesem Beispiel die Wahrscheinlichkeiten aller Schnittmengen mit derselben Anzahl an Teilmengen gleich sind.
Die Wahrscheinlichkeit, dass {\displaystyle k} bestimmte Personen jeweils ihre eigenen Geschenke ziehen, beträgt
{\displaystyle P(A_{1}\cap A_{2}\cap A_{3}\cap \dotsb \cap A_{k})={\frac {1}{n\cdot (n-1)\cdot (n-2)\cdot \dotsm \cdot (n-k+1)}}}.
Mit Hilfe der Definition des Binomialkoeffizienten erhält man somit
{\displaystyle {P(A_{1}\cup \dotsb \cup A_{n})=n\cdot {\frac {1}{n}}-{\frac {n(n-1)}{1\cdot 2}}\cdot {\frac {1}{n(n-1)}}+{\frac {n(n-1)(n-2)}{1\cdot 2\cdot 3}}\cdot {\frac {1}{n(n-1)(n-2)}}}}
{\displaystyle {-{\frac {n(n-1)(n-2)(n-3)}{1\cdot 2\cdot 3\cdot 4}}\cdot {\frac {1}{n(n-1)(n-2)(n-3)}}+{\frac {n(n-1)(n-2)(n-3)(n-4)}{1\cdot 2\cdot 3\cdot 4\cdot 5}}\cdot {\frac {1}{n(n-1)(n-2)(n-3)(n-4)}}}}
{\displaystyle {-\dotsb +\dotsb -\dotsb +\dotsb +(-1)^{n+1}\cdot {\frac {1}{1\cdot 2\cdot 3\cdot \dotsm \cdot n}}}}.
Nach dem Kürzen der Brüche ergibt sich
{\displaystyle {P(A_{1}\cup \dotsb \cup A_{n})=1-{\frac {1}{1\cdot 2}}+{\frac {1}{1\cdot 2\cdot 3}}-{\frac {1}{1\cdot 2\cdot 3\cdot 4}}+{\frac {1}{1\cdot 2\cdot 3\cdot 4\cdot 5}}-\dotsb +\dotsb -\dotsb +\dotsb +(-1)^{n+1}\cdot {\frac {1}{1\cdot 2\cdot 3\cdot \dotsm \cdot n}}}}.
Mit der Summenschreibweise lässt sich das verkürzt als {\displaystyle P(A_{1}\cup \dotsb \cup A_{n})=1-\sum _{k=0}^{n}{\frac {(-1)^{k}}{k!}}} ausdrücken.
Bei großen Gruppen müssen ziemlich viele Summanden addiert werden und die Fakultät {\displaystyle k!} wird schnell extrem groß. In diesem Fall ist es zweckmäßig, den Grenzwert dieser Summe für {\displaystyle n\to \infty } zu bilden:
{\displaystyle \lim _{n\to \infty }\left(1-\sum _{k=0}^{n}{\frac {(-1)^{k}}{k!}}\right)=1-\sum _{k=0}^{\infty }{\frac {(-1)^{k}}{k!}}=1-e^{-1}=1-{\frac {1}{e}}\approx 63{,}2\,\%}
Bei der Reihe handelt es sich um die Auswertung der Taylorreihe mit Entwicklungsstelle {\displaystyle 0} der natürlichen Exponentialfunktion an der Stelle {\displaystyle x=-1}, weshalb sich die Lösung auf insgesamt {\displaystyle 1-{\frac {1}{e}}} vereinfacht. Dieser Wert kann als Näherung für großes {\displaystyle n} betrachtet werden. In großen Gruppen beträgt die Wahrscheinlichkeit demnach etwa {\displaystyle 63{,}2\,\%}, dass mindestens eine Person ihr eigenes Geschenk erhält.